# Émigration (1789-1815)
Pour les articles homonymes, voir émigration.

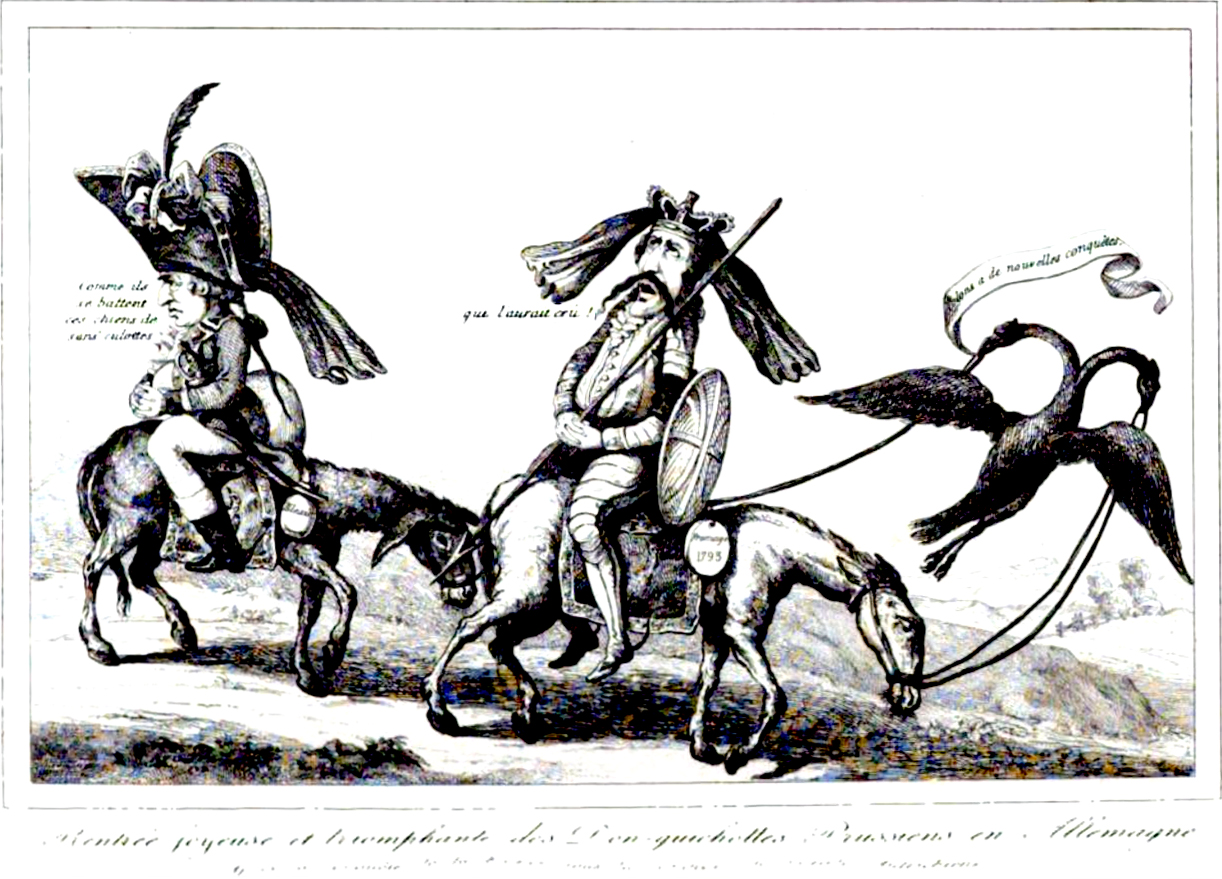
Caricature raillant le roi de Prusse et les émigrés.

Le terme émigration, utilisé dans le contexte de la Révolution française, désigne le départ pour l'étranger d'environ 140 000 Français, en raison de leur désaccord politique avec les événements survenus à partir du 14 juillet 1789 ou des menaces pesant sur leur sécurité personnelle.  
L'émigration politique commence dès le lendemain de la prise de la Bastille, avec notamment le comte d'Artois, frère du roi, et le prince de Condé. Au départ, il s'agit d'une émigration contre-révolutionnaire, mais, au fur et à mesure que la révolution se radicalise (de juillet 1789 à juillet 1794), elle concerne des gens qui ont soutenu les changements de 1789 : ainsi, le général La Fayette émigre le 19 août 1792, après avoir été proclamé « traître à la patrie ». De même Louis-Philippe d'Orléans quitte le pays en mars 1793, alors que son père Philippe-Égalité, député montagnard à la Convention, a voté la mort de Louis XVI (et sera lui-même guillotiné en novembre 1793).
Les émigrés sont souvent des nobles ou des  ecclésiastiques (44 %), mais on trouve aussi parmi eux des roturiers, officiers (4 %), bourgeois (17 %), paysans (20 %), ouvriers, artisans et commerçants (15 %). 
Un certain nombre d'émigrés se regroupent pour combattre la Révolution, dans le cadre de l'armée des émigrés (ou armée des Princes), qui à partir du 20 avril 1792, soutient l'effort de guerre des puissances coalisées contre la France. En contrepartie, les gouvernements français sont amenés à prendre des mesures de plus en plus dures contre l'émigration, notamment la confiscation des biens laissés par les émigrés en France (terres, châteaux, etc.). 
Dans l'ensemble, la chute de Robespierre (27 juillet 1794/9 thermidor an II) marque la fin de la radicalisation révolutionnaire. Néanmoins, les gouvernements qui suivent restent fermement républicains et maintiennent les mesures anti-émigrés, de sorte que le retour leur est interdit pendant plusieurs années, sauf exceptions, jusqu'à ce que Napoléon Bonaparte, au pouvoir à partir de novembre 1799, décide une amnistie.
Les termes « émigration » et « émigrés » sont utilisés par l'historiographie de la Révolution, mais ils ont aussi été utilisés par les contemporains, y compris dans le domaine juridique (« décrets sur les émigrés », « liste des émigrés »). Pour désigner les émigrés considérés comme les plus dangereux, les révolutionnaires utilisaient dans leurs discours le mot « Coblence », nom d'une ville allemande où se trouvait l'état-major de l'armée des émigrés.

## Chronologie des grandes étapes de la Révolution française
- 1788 : convocation des États généraux par Louis XVI

### 1789
- 5 mai : réunion des États généraux à Versailles
- 17 juin : les députés du Tiers état se proclament Assemblée nationale
- 9 juillet : les États généraux deviennent l'Assemblée nationale constituante
- 14 juillet : après le renvoi de Necker (11 juillet), le Tiers état parisien prend le contrôle de la ville (prise de la Bastille, milices bourgeoises, commune de Paris)
- deuxième moitié de juillet : révolte des campagnes contre les seigneurs ; instauration des communes et gardes nationales dans la plupart des villes du royaume
- 4 août : abolition de la féodalité et de toutes les distinctions légales entre citoyens
- 26 août : vote de la Déclaration des droits de l'homme et du citoyen
- 5 et 6 octobre : le roi refusant  les décrets du 4 août et la déclaration, journées des 5 et 6 octobre à Versailles ; le roi est ramené à Paris (aux Tuileries), suivi par l'assemblée

### 1790
- 14 juillet : fête de la Fédération

### 1791
- 20 juin : tentative de fuite du roi, qui est arrêté à Varennes
- 17 juillet : fusillade du Champ-de-Mars contre les manifestants demandant la déchéance du roi
- septembre : promulgation de la constitution et fin de l'assemblée constituante ; élections pour l'Assemblée législative
- 1° octobre : première séance de l'Assemblée législative

### 1792
- 20 avril : la France déclare la guerre à l'Autriche ; l'armée française est très vite en situation difficile
- 20 juin : journée insurrectionnelle d'origine girondine
- 11 juillet : l'Assemblée proclame la Patrie en danger
- 26 juillet : manifeste de Brunswick menaçant Paris de représailles
- 10 août : journée insurrectionnelle jacobine ; prise des Tuileries ; mise en place de la Commune insurrectionnelle ; suspension de Louis XVI
- 13 août : Louis XVI est remis par l'assemblée à la Commune de Paris, qui l'incarcère au Temple
- septembre : massacres dans les prisons ; élections à la nouvelle assemblée constituante, la Convention
- 20 septembre : victoire française de Valmy ; première réunion de la Convention (gouvernement des girondins)
- 21 septembre : abolition de la royauté
- novembre : début du procès du roi, jugé par la Convention

### 1793
- 20 janvier : la Convention achève son vote sur le verdict : la mort immédiate ; Louis XVI est exécuté le 21 janvier
- mars : formation de la première coalition ; levée de 300 000 hommes ; début de la guerre de Vendée
- juin : défaite des girondins et début du gouvernement des montagnards
- septembre : la Terreur mise à l'ordre du jour ; levée en masse
- décembre : l'armée vendéenne est vaincue à Savenay (mais les troubles continuent)

### 1794
- mars : défaite des hébertistes
- avril : défaite des dantonistes
- juin : victoire française de Fleurus ; occupation des Pays-Bas autrichiens (annexés en 1795)
- 27 juillet (9 thermidor an II) : défaite de Robespierre ; début du gouvernement des thermidoriens

### 1795
- 5 avril : la Prusse se retire de la coalition (traité de Bâle)
- 22 juillet : l'Espagne se retire de la coalition (deuxième traité de Bâle)
- 5 octobre : répression d'une insurrection royaliste à Paris par Napoléon Bonaparte, qui est réintégré dans l'armée au grade de général de division
- 26 octobre : promulgation de la nouvelle constitution et mise en place du Directoire

### 1796-1799: l'ascension du général Bonaparte
- 1796 : Bonaparte à la tête de l'armée d'Italie ;
- 1797 : vainqueur, il impose aux Autrichiens le traité de Campo-Formio
- 1798 : Bonaparte à la tête de l'expédition d'Égypte
- 1799, 25 juillet : victoire française à Aboukir
- 1799, 25 août : Bonaparte laisse le commandement à Kléber et rentre en France
- 9 novembre : Coup d'État du 18 Brumaire ; début du régime du Consulat : Bonaparte est premier consul.

## L'émigration de 1789 à 1799

### Chronologie des départs

#### Débuts de l'Assemblée constituante (9 juillet-5 octobre 1789)
Les émeutes des 12 et 13 juillet 1789, qui suivent le renvoi de Necker le 11 juillet, aboutissent le 14 à la prise de la Bastille et à la formation des milices bourgeoises de Paris (première version de la Garde nationale de Paris). 
Dès le 15 juillet 1789, le prince de Condé Louis V, prince du sang, quitte son château de Chantilly vers les Pays-Bas autrichiens (possession de la maison de Habsbourg, au nord du royaume. Capitale : Bruxelles). 
Le 17 juillet 1789, le comte d’Artois, frère du roi (futur Charles X), suivi par les Polignac et quelques autres grands courtisans, part pour Turin, où réside la cour du roi de Sardaigne, beau-père du comte de Provence, du comte d'Artois et de leur sœur Clotilde de France, puis l'électorat de Trèves où règne leur oncle maternel Clément Wenceslas de Saxe[pas clair].
Craignant pour la stabilité du régime et donc pour leur sécurité, le marquis de Bouillé, tous les membres du ministère de Broglie[réf. nécessaire], Calonne, et d'autres courtisans ne tardent pas à les suivre[Quand ?].

#### Du retour du roi à Paris à sa tentative de fuite (5 octobre 1789-20 juin 1791)
Cette période est marquée par le vote de la constitution civile du clergé (12 juillet 1790), dénoncée par le pape (qui est aussi en conflit avec la France à propos du Comtat Venaissin). Le clergé se divise entre prêtres constitutionnels et prêtres « réfractaires », qui sont l'objet de représailles des sans-culottes.
Parallèlement, l'armée connaît des mouvements d'insoumission des soldats, voire de mutineries. Une de ces mutineries, concernant la garnison de Nancy (août 1790) est réprimée dans le sang par la Garde nationale, dont le commandant en chef (national) est La Fayette. 
De nombreux officiers (le plus souvent des nobles) et prêtres réfractaires partent pour l'étranger.
Les tantes du roi quittent leur résidence de Saint-Cloud en janvier 1791.

#### Après la tentative de fuite de Louis XVI (20 juin-1791-20 avril 1792)
Le 20 juin 1791, Louis XVI, qui est depuis octobre 1789, plus ou moins assigné à résidence aux Tuileries, surveillé par la Garde nationale de Paris, tente à son tour de fuir. Reconnu au relai de poste de Sainte-Menehould, où il prend la route vers Sedan, il est arrêté par les autorités municipales de Varennes et ramené à Paris prisonnier. Dès lors se pose la question de son maintien sur le trône. L'Assemblée constituante, sous l'influence de La Fayette, décide son maintien (thèse officielle : il a été enlevé par des royalistes). 
Le deuxième frère du roi, le comte de Provence (futur Louis XVIII), quitte aussi la France le soir du 20 juin 1791, mais directement vers les Pays-Bas autrichiens, qu'il réussit à atteindre, s'installant ensuite à Coblence.

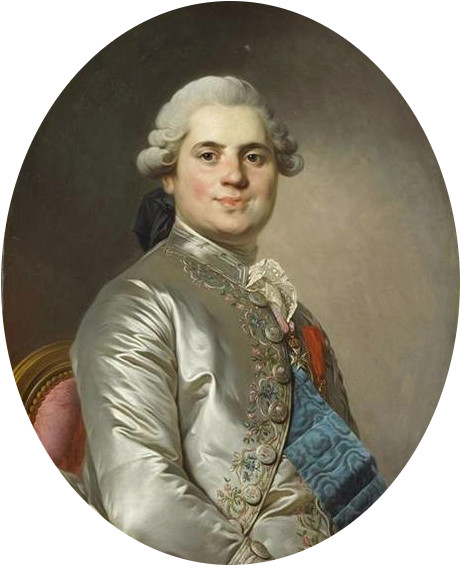
Le comte de Provence, devenu Louis XVIII, roi de France en exil.

La rodomontade de Bouillé[Quand ?], qui menace Paris de destruction, déclarant qu’il n’en laisserait pierre sur pierre, incite les royalistes à passer à l’étranger[réf. nécessaire]. Ils établissent ouvertement des bureaux, à Paris et dans les principales villes, pour hâter l’émigration[réf. nécessaire]. Leurs journaux exagèrent beaucoup les préparatifs des puissances étrangères contre la France, le nombre des émigrés réunis aux frontières et prédisent avec emphase leur triomphe et la chute de la Constitution.
L'Assemblée constituante achève ses travaux en septembre 1791 et la constitution est promulguée. Une nouvelle assemblée, l'Assemblée législative est élue et commence ses travaux le 1er octobre 1791.
Des députés constituants d'origine noble quittent alors le royaume.[réf. nécessaire]

#### Du début de la guerre à la chute de Louis XVI (20 avril-10 août 1792)
Le 20 avril 1792, la France déclare la guerre à l'Autriche. 
En quelques semaines, la révolution entre dans une phase de forte intensité qui aboutit à l'insurrection du 10 août 1792. Contraint de se réfugier à l'Assemblée, Louis XVI est d'abord « suspendu », puis incarcéré le 13 août sous la surveillance de la Garde nationale. 
Entre 1789 et le 10 août 1792, 30 000 Français quittent le pays.

#### Période de la république jacobine (10 août 1792-27 juillet 1794)
Ceux qui émigrent à la suite de la journée du 10 août 1792, des massacres de septembre et du début de la Terreur, sont des opposants à la République venant de tous les milieux sociaux : artisans, commerçants ou encore un bon nombre de paysans dont les opinions connues mettent leurs jours en danger. 
Dans ses Mémoires, Chateaubriand décrit d’un côté « cet assemblage confus d’hommes faits, de vieillards descendus de leurs colombiers », […] de vieux gentilshommes, […] habit déchiré, […] se traînant avec un bâton et soutenus sous les bras par un de leurs fils », quand l’état-major vivait, lui, dans l’opulence.

### Les actions des émigrés contre la France révolutionnaire

#### L'armée des émigrés
À Coblence, les émigrés réunissent des troupes sous les ordres du prince de Condé avec l'appui du comte de Provence, futur Louis XVIII et frère du roi Louis XVI. Ces rassemblements armés inquiètent l'Assemblée législative. Elle émet un décret le 29 novembre 1791 qui invite le roi Louis XVI à demander aux princes allemands qui accueillent les émigrés, de disperser les attroupements et d'interdire les recrutements pour l'armée des Princes. Le 14 décembre 1791, Louis XVI fait donc savoir à l'électeur de Trêves que si le 15 janvier 1792 il n'a pas dispersé les émigrés, il sera considéré comme ennemi de la France. L'électeur, peu enclin à voir son territoire envahi, cède et interdit les rassemblements militaires et le recrutement de l'armée des Princes dans ses États.

#### Autres tentatives
- La conspiration de Pichegru : après s'être illustré à la tête des armées de la république, le général Jean-Charles Pichegru était entré en relation avec les émigrés par l'intermédiaire de Louis Fauche-Borel. Remplacé aux armées, il est destitué et déporté en Guyane après la découverte du coup d'État du 18 fructidor an V (4 septembre 1797). Il s'évade, rejoint les émigrés à Londres, y participe à la conspiration de Cadoudal puis retourne clandestinement en France. On le retrouvera étranglé en prison en avril 1804.
- L'expédition de Quiberon
- La conspiration de Cadoudal en février 1804, suivie par l'enlèvement du duc d'Enghien, Louis Antoine de Bourbon-Condé, à Bade, et son exécution, à Vincennes, le 21 mars 1804.

### Lieux d'établissement des émigrés
Ces différents lieux dépendent surtout de la provenance géographique de l'émigrant[pas clair]. En effet les zones d'émigration sont variées :
- le Royaume-Uni, où, compte tenu de l'afflux des Français, le gouvernement autorise l'ouverture de chapelles catholiques à Londres, ainsi que dans le sud du pays, à Southampton et dans les îles anglo-normandes de Jersey et Guernesey (alors que le culte catholique est interdit aux sujets britanniques) ;
- les cantons suisses confédérés, principalement à Neuchâtel, Fribourg, Berne et Bâle. On recense 3 700 ressortissants français dans le canton de Fribourg en 1793, dont deux tiers d'ecclésiastiques ;
- le Saint-Empire romain germanique, notamment 
  - la ville libre impériale de Hambourg, république urbaine vassale de l'empereur ;
  - l'électorat de Cologne, principauté ecclésiastique archiépiscopale ;
  - et surtout l'électorat de Trèves, principauté ecclésiastique où règne alors l'archevêque Clément Wenceslas de Saxe, oncle maternel de Louis XVI et de ses frères ; dans cet État, la ville de Coblence devient une sorte de symbole honni de l'émigration contre-révolutionnaire ;
- les États de la maison de Habsbourg (couramment désignés comme « l'Autriche »[3]), dont une partie est dans l'Empire[4] et une partie en dehors[5], où sont notamment réfugiés les Rohan ; le chef de la maison de Habsbourg est aussi empereur (chef du Saint-Empire) : durant cette période, se succèdent Joseph II (mort le 20 février 1790) ; son frère Léopold II (mort le 1° mars 1792) ; François II (1768-1835)[6], oncles et neveu de la reine Marie-Antoinette ;
- le royaume d'Espagne, gouverné par une branche de la maison de Bourbon issue de Louis XIV ;
- dans la péninsule italienne, partagée en plusieurs États :
  - à Trieste (possession de la maison de Habsbourg),
  - à Naples (royaume de Naples),
  - à Palerme (royaume de Sicile)
  - à Turin (royaume de Sardaigne[7]), où s'installe d'abord le comte d'Artois, gendre du roi Victor-Amédée III, avant de partir pour Coblence en 1791 ;
- l'empire de Russie (gouverné par Catherine II jusqu'en 1796) : le duc de Polignac, Choiseul-Gouffier et son frère, Choiseul d'Aillecourt, notamment, y sont accueillis par Catherine II, puis par son fils, Paul 1er.

- les États-Unis : Talleyrand et d'autres anciens constituants, tels Briois de Beaumetz, le vicomte de Noailles ou La Rochefoucauld Liancourt y résident quelque temps en 1794-1795 ; il s'agit de personnalité qui ont été favorables à la révolution en 1789-1791, tout comme La Fayette, qui, lui, passe son émigration en prison, ayant refusé de « collaborer » avec les coalisés ;
- Le Bas-Canada (colonie britannique).

## Mesures contre l'émigration
En 1789 et 1790, il est relativement[pas clair] aisé de partir avec ses biens meubles (bijoux, argenterie, etc;). Cela devint plus difficile à partir de 1791. Les autorités françaises se rendent compte qu'il s'agit d'une fuite des capitaux nuisible à l'économie nationale si elle se poursuit. De plus, les émigrés devenaient menaçants et formaient de grands rassemblements à la frontière[pas clair]. Ils menaçaient ceux qui ne favorisaient pas leur entreprise de la confiscation de leurs biens et même de supplices.[réf. nécessaire]

### Période de l'Assemblée nationale législative (1eroctobre 1791-20 septembre 1792)
C'est l'Assemblée législative (en place du 1er octobre 1791 au 20 septembre 1792) qui prend les premières grandes mesures contre l'émigration.
Le 31 octobre 1791, l'Assemblée législative vote un décret ordonnant aux émigrés de rentrer avant le 1er janvier de l'année suivante sous peine d’être déclarés rebelles et déchus de leurs droits.
Un décret rétablit l'utilisation du passeport (décret du 1er février 1792).
Les princes[pas clair] ayant refusé d’obéir, l'Assemblée ordonne le 9 février 1792 aux émigrés de rentrer sous peine de payer une triple contribution. 
Elle déclare traîtres à la patrie tous ceux qui correspondaient avec le prince de Condé ou les autres chefs émigrés. Il est enjoint aux fonctionnaires publics, aux gardes nationaux et aux soldats d’arrêter les personnes qui tenteraient de sortir du royaume. On[Qui ?] interdit toute exportation d’espèces, d’or ou d’argent, d’armes, de munitions, d’effets, de voitures et de chevaux.
On prend des mesures particulières pour les « complices d'émigrés » ; on ordonne la confiscation des biens des émigrés (le 30 mars 1792) ; puis la peine de mort pour tout émigré « pris les armes à la main ». En effet, à la frontière se masse ce qu'on appelle l'armée des Princes, formée de royalistes, qui attendent la première occasion pour renverser la jeune République. Mais avant même les considérations purement sécuritaires, « ce sont avant tout les contingences économiques qui déterminèrent les persécutions menées contre les émigrés ». La fuite de ces émigrants était, en quelque sorte, contrôlée par l'État, pour mieux s'approprier leurs richesses en les transformant en biens nationaux, vendus à vil prix.
Après l’acceptation de la Constitution par le roi, on se départ de ces rigueurs et le décret du 1er août est rapporté.
L'intensification des violences en France, avec la journée du 10 août 1792, la captivité de la famille royale à la Tour du Temple, les massacres de septembre, n'incitent pas les émigrés à rentrer, bien au contraire, et leur organisation continue sur la frontière.
Poursuivant sa fuite en avant, la Législative va alors encore plus loin : elle déclare suspects de complot contre la patrie les Français rassemblés au-delà des frontières ; la peine de mort est édictée contre eux, contre les princes et les fonctionnaires publics établis hors du royaume et contre tous ceux qui pratiquent des enrôlements pour l’armée royaliste.

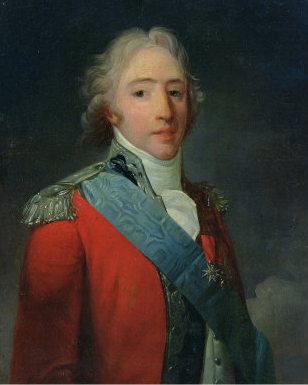
Le comte d’Artois, figure majeure de l’Émigration.

Soutenus par la Prusse et l’Autriche, ils lèvent bientôt une petite armée, l'« Armée des princes ».
Vers le milieu de 1792, 4 000 d’entre eux arrivent à Trèves et s'unissent aux Prussiens. La même année, ils attaquent sur les frontières du Nord-Est. C'est la bataille de Valmy, le 20 septembre 1792.
-

### Période de la Convention (20 septembre 1792-26 octobre 1795)
Lors de la séance du 20 octobre, Vergniaud exprime devant l’Assemblée constituante le peu de crainte que doivent inspirer « ces factieux aussi ridicules qu’insolens [que] l’augmentation de leur nombre ne fait que […] pousser plus rapidement vers la pénurie la plus absolue ». Il affirme : « Bientôt on verra ces superbes mendians expier dans la honte et la misère les crimes de leur orgueil ». Toutefois, La Convention nationale répond le 22 octobre 1792 aux émigrés en les bannissant à perpétuité du territoire de la République, et en condamnant à mort ceux qui rentreraient. Les émigrés pris les armes à la main avaient été déjà condamnés à la même peine par un décret précédent et neuf d’entre eux guillotinés sur la place de Grève ; elle ordonna, en outre, à ceux qui étaient rentrés de sortir sous quinzaine du territoire de la République. Un autre décret annula peu après les donations faites par eux depuis le 1er juillet 1789, puis une lettre du ministre de l’Intérieur provoqua à la même époque la démolition de leurs châteaux.
Après l’exécution de Louis XVI, les émigrés proclament, à Willengen, le dauphin prisonnier au Temple, roi de France et de Navarre.
La Convention redouble alors de rigueurs contre eux : ceux arrêtés en France, étaient exécutés dans les vingt-quatre heures, ceux pris en pays étrangers, armés ou non armés, étaient traités de la même manière.
Malgré ces mesures, les royalistes qui n’avaient pas émigré travaillent à susciter des troubles dans les départements et ceux qui sont en pays étranger s’efforcent de désorganiser les armées révolutionnaires, se livrant à des menées dans toute l’Europe, participant à des opérations militaires, à l’insurrection de la Vendée, à l'Expédition de Quiberon.
Soutenus par la Grande-Bretagne, ils sont défaits lors de leur débarquement à Quiberon le 20 juillet 1795.
Quand Robespierre tombe (27 juillet 1794/9 thermidor an II), beaucoup d’entre eux rentrent en France avec la volonté de rétablir le fils de Louis XVI sur le trône. La disparition de cet enfant, Louis XVII, fait tomber leurs espérances, mais leurs menées les font expulser à nouveau du territoire, d’autant plus qu’ils prennent part aux insurrections contre la Convention dans les journées du 1er prairial et du 13 vendémiaire.

### Période du Directoire
Sous le Directoire, on retrouve des émigrés parmi les conspirateurs du coup d'État du 18 fructidor an V. Après une série de lois et de résolutions relatives à leur expulsion, à leur rentrée puis à leur radiation partielle de la liste des émigrés, on revient envers eux à des mesures de plus en plus tolérantes, jusqu’à ce qu’ils soient amnistiés par le Premier consul, Bonaparte.

### Listes des mesures contre les émigrés

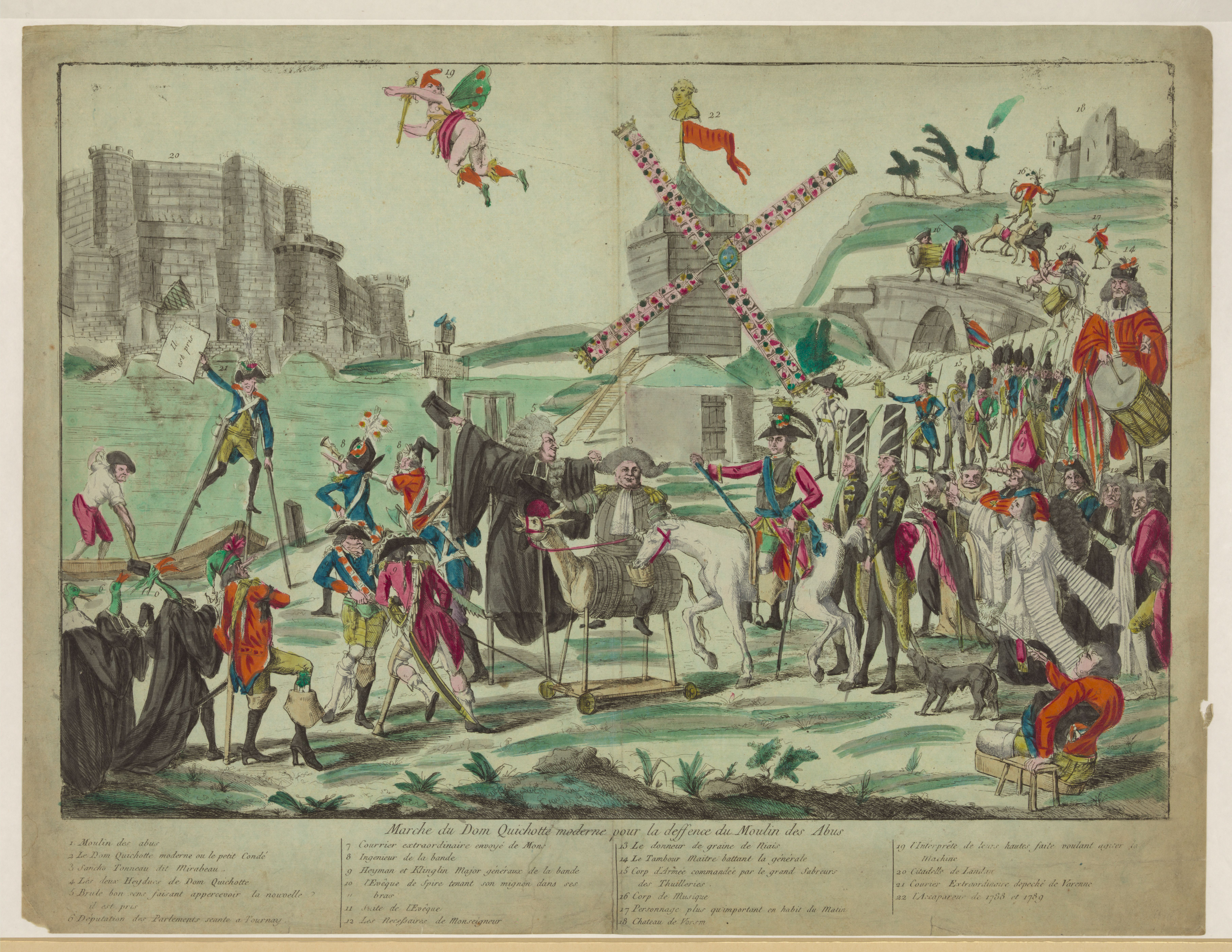
Marche du Don Quichotte moderne pour la défense du Moulin des Abus ; caricature anonyme de 1791 montrant le prince de Condé en Don Quichotte accompagné du vicomte de Mirabeau (Mirabeau Tonneau) en Sancho Panza, entourés d’une armée de contre-révolutionnaires se portant à la défense du moulin des abus surmonté d’un buste de Louis XVI.

L'hostilité des émigrés amène bientôt les législateurs à prendre des mesures de plus en plus rigoureuses à leur encontre. Malgré cet arsenal de lois et de décrets contre eux, les émigrés ne cessent, pendant tout le temps de la Révolution, de conspirer audacieusement contre la République.
- 28 juin 1791 : la sortie de France sans passeport est interdite ;
- la même année, on adopte une triple imposition sur leurs biens ;
- 9 novembre 1791 : décret qui déclare en état de conspiration contre la patrie tout Français faisant partie des attroupements formés hors du royaume ;
- 1er janvier 1792 : peine de mort contre les émigrés qui n'auraient pas déposé les armes[10] ;
- 15 août 1792 : au moment où les Autrichiens assiégeaient Thionville, la Législative, convaincue que le plan et l’époque de cette attaque étaient connus depuis longtemps à Paris, véritable centre de la conspiration des émigrés de Coblence, décréta, sur la proposition de Antoine Merlin de Thionville, dans la séance au soir du mercredi 15 août 1792, que les femmes et les enfants des émigrés, ainsi que Louis XVI, seraient considérés comme otages ;
- 12 septembre 1792 : décret prononçant leur radiation de l’état des rentes et des pensions ;
- 13 septembre 1792 : décret leur appliquant la loi du 8 avril 1792 au séquestre de leurs biens ;
- 14 septembre 1792 : loi sur le divorce. L’émigration est considérée comme une cause de divorce ;
- 7 octobre 1792 : les émigrés sont livrés à l’exécuteur dans les vingt-quatre heures de leur jugement ;
- 23 octobre 1792 : les émigrés sont bannis à perpétuité du territoire de la République et ceux qui rentreraient sont punis de mort ;
- 28 mars 1793 : loi prévoyant la déportation des émigrés et décret prononçant leur mort civile ainsi que le transfert de leur patrimoine à la République.
- 22 juillet 1793 : les citoyens habitant les villes rebelles sont réputés émigrés et leurs biens confisqués ;
- 17 septembre 1793 : vote de la Loi des suspects ;
- 5 mars 1794 : décret assimilant aux émigrés les personnes qui leur envoient de l’argent ;

Sous la Terreur, une série de décrets atteignent les émigrés : le séquestre de leurs biens s’étend même à ceux de leurs parents. Ceux-ci étaient privés de liberté, frappés d’impositions spéciales et déclarés incapables d’exercer des fonctions publiques.
Le Directoire conserve ces lois rigoureuses et de nombreux décrets sont pris les concernant et fixant le mode de leur inscription ou de leur radiation sur les listes.

### Analyse des principales mesures

#### La liste des émigrés (1793)
Après la bataille de Valmy (20 septembre 1792), on trouve sur un soldat de l'armée austro-prussienne, un livre d’ordre[pas clair] donnant les principaux noms des membres de l’armée de Condé.
La Convention décrète que ce livre d’ordre sera étudié, les noms relevés répartis par commune d'origine, et ces noms envoyés aux municipalités concernées.
En novembre 1792, le nom de tous les émigrés bannis y[Où ?] est inscrit. À cette époque, le Moniteur universel publie la liste de ceux qui viennent de Paris. 
En 1793, la Convention fait inscrire le nom des émigrés par communes dans des listes. 
L’inscription sur cette liste qui compte jusqu’à 32 000 personnes, signifie la peine de mort pour tous ceux qui seraient faits prisonniers.
- Le Journal des émigrés

Ce journal donnait un tableau contenant les noms des émigrés par département, le lieu de leur domicile et celui de la situation et de l’universalité de leurs biens dont la vente était ordonnée par décret de la Convention. Ce journal est dirigé par Lachevardière qui profitait de son accès auprès des membres les plus avancés de la Montagne pour désigner les proscrits. Il disparut en 1793.[pas clair]
- Époque de la Convention thermidorienne

En février 1795, des représentants en mission, ayant rayé des citoyens qui n’avaient pas rempli les formalités prescrites par les lois, ou fait inscrire sur cette liste ceux qui ne devaient pas y être portés, la Convention décréta qu’à l’avenir, les inscriptions et radiations seraient soumises à l’examen du comité de législation pour être infirmées ou confirmées par lui.
Le 25 avril de la même année, afin d’empêcher la rentrée en France de nombreux émigrés, qui parvenaient à obtenir de faux certificats de résidence, attestant leur état d’ouvrier ou de laboureurs, l’Assemblée décida que l’état par département des radiations prononcées définitivement jusqu’à ce jour par le comité de législation, serait imprimé et, qu’il ne serait plus fait de radiations que par décret de la Convention nationale sur le rapport de son comité de législation.

#### Mesures portant sur les biens des émigrés

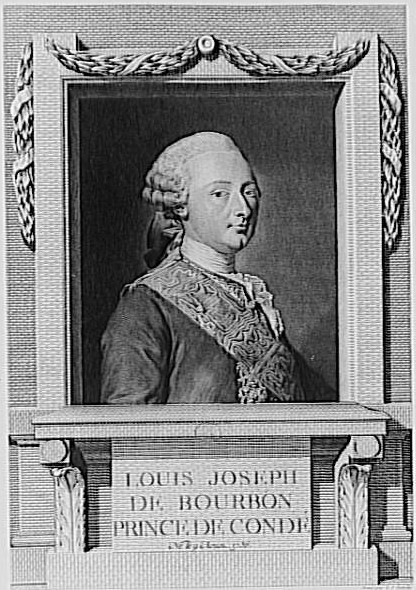
Louis Joseph de Bourbon-Condé, chef de l’armée des émigrés.

Lorsque les royalistes réfugiés à l’étranger refusèrent d’obéir au décret de 1791 qui leur ordonnait de rentrer en France avant le 1er janvier 1792, sous peine de mort et de confiscation de leurs biens, ceux-ci viennent s’ajouter aux propriétés ecclésiastiques et à celles du domaine royal déjà réunies sous le nom de biens nationaux.
Plusieurs décrets paraissent successivement dans les années suivantes, concernant la vente de ces biens, leur nationalisation, l’accélération de leur vente, le dépôt des créances, fonds et titres appartenant aux émigrés. Leurs biens meubles furent aussi décrétés aliénables et ainsi que leurs immeubles, déclarés acquis à la République nonobstant les dispositions des parents.
On accorda des récompenses à ceux qui signalaient des biens d’émigrés ayant échappé au séquestre, ainsi qu’à ceux qui découvraient de l’argent ou des valeurs cachées leur appartenant.
En 1793, devant l’appui que leur prêtaient certains fonctionnaires des domaines, la Convention décréta que ceux d’entre eux qui refuseraient d’affermer les biens des émigrés seraient punis de dix ans de fers. Leurs créanciers furent déclarés créanciers de l’État.
Un grand nombre de règlements formant une législation tout entière furent pris concernant les émigrés, les acquéreurs de leurs biens, la liquidation de leurs dettes, celle des rentes viagères que certains étaient obligés de faire, et l’état d’indivision dans lequel se trouvaient plusieurs d’entre eux vis-à-vis d’associés non émigrés.
Cette spoliation des biens des émigrés appauvrit beaucoup de familles en s'étendant aux parts futures d'héritage des enfants émigrés de français restés en France, dont la part future d'héritage est également confisquée.
Le 6 floréal an X, Bonaparte, dans son sénatus-consulte, déclare que les émigrés rentrés en France reprendront possession de leurs biens qui étaient encore entre les mains de la nation, à l’exception des forêts et des immeubles affectés à un service public ; quant à ceux achetés jusqu’à ce jour comme biens nationaux, leurs acquéreurs devaient en rester propriétaires sans être inquiétés.

## Retour partiel des émigrés sous le gouvernement de Bonaparte (1799–1814)

### Le Concordat et le retour des prêtres
Le 15 juillet 1801 (25 messidor an IX) est signé le Concordat entre le gouvernement français et le pape Pie VII, qui remet en cause la Constitution civile du clergé de 1790. En effet, en 1790, les ecclésiastiques français avaient dû prêter serment de fidélité à la Constitution, ce qui les faisait devenir en quelque sorte fonctionnaires. Le Concordat annule cet acte de 1790. Le gouvernement reconnaît donc que la religion catholique, apostolique et romaine est la religion de la grande majorité des citoyens français, ce qui constitue le début de la disparition progressive de l'Église gallicane en France. La papauté redevient la source de l'institution canonique en nommant à nouveau les évêques. Dans ce contexte, les prêtres réfractaires émigrés ou réfugiés à l'étranger signent les actes de soumission, acceptent la nouvelle organisation de l'Église de France et regagnent leur pays.
L'exemple de Mgr d'Agoult de Bonneval : évêque de Pamiers (au sud de Toulouse) en 1786, puis président des États de Foix, il avait émigré au début de la Révolution. Il regagne la France après s'être démis de son siège. Auteur de nombreuses brochures et pamphlets politiques, l'évêque était également connu pour ses études économiques. Dans une lettre du 5 août 1802, il adresse sa soumission au consulat de France à Hambourg : « Charles, Constant, César, Loup, Joseph, Mathieu d'Agoult, ancien évêque de Pamiers, désirant rentrer dans ma patrie, déclare que je suis dans la communion des évêques de France nommé en exécution du concordat passé entre le gouvernement françois et Sa Sainteté Pie VII, que je serai fidèle au gouvernement établi par la constitution et n'entretiendrai ni directement, ni indirectement aucune liaison ni correspondance avec les ennemis de l'État ».
A l'inverse, quelques évêques refusent leur démission, tels Monseigneur de Béthizy de Mézières, évêque d'Uzès, député à l'assemblée constituante, laquelle avait supprimé son évêché, qui regagne Londres à la Restauration et y meurt en 1817.

### Le retour des nobles
Sous le Consulat, le retour des émigrés en France s'accélère. Napoléon Bonaparte a en effet pour objectif de mettre un terme aux divisions nées de la Révolution. Déjà, l'établissement de certificats de résidence avait favorisé une première vague de retours : ces certificats devaient permettre de distinguer les émigrés des présumés émigrés. Ils devaient être signés par des témoins — les signatures étaient ensuite authentifiées — et vérifiées par l'autorité municipale. Souvent faux et délivrés avec facilité, ils avaient permis les rentrées clandestines. Pendant le régime consulaire, plusieurs autres mesures de pacification régularisent ces rentrées. La première, l'arrêté du 28 vendémiaire an IX (19 octobre 1800), permet aux Français émigrés qui ont fait l'objet d'une radiation provisoire ou définitive (des registres civils), de rentrer en France. En échange, ils doivent jurer fidélité dans les vingt jours à la publication de l'arrêté selon la formule suivante : « Je promets fidélité à la constitution ». Le sénatus-consulte du 6 floréal an X (25 avril 1802) complète un peu plus l'œuvre de pacification du Consulat puisqu'il accorde l'amnistie générale aux émigrés. La loi des otages du 24 messidor an VII (12 juillet 1799) est également supprimée : cette loi permettait d'arrêter les parents d'émigrés et les rebelles coupables d'émeutes ou de troubles insurrectionnels.

## La Restauration (1814-1830) et les émigrés: le «milliard des émigrés»
Le 6 avril 1814, Napoléon abdique et Louis XVIII, qui réside alors à Londres, devient roi de France, où il rentre « dans les fourgons de l'étranger ». Dès lors, les émigrés restés à l'étranger peuvent eux aussi revenir. 
Mais en mars 1815, Bonaparte reprend le pouvoir. Louis XVIII et une partie de la cour reprennent le chemin de l'exil, s'installant à Gand. Cette période, les Cent-Jours, s'achève avec la défaite de Waterloo, qui permet une Seconde Restauration, et le retour définitif des émigrés.
Poussés à l'émigration par les violences subies dès le 14 juillet 1789, puis notamment, par les massacres de septembre, par la Loi des Suspects, sous la Terreur, les anciens émigrés ou leurs ayants-droit demandent la restitution des biens spoliés au cours de la Révolution. Louis XVIII fait la sourde oreille, ne voulant pas susciter la réprobation des républicains ou des bonapartistes, voire des orléanistes.
En revanche, dès le début de son règne, Charles X décide de répondre favorablement à cette demande : le 23 mars 1825, il promulgue la « loi du milliard aux émigrés », qui prévoit une somme en fait légèrement inférieure à un milliard de francs, à partager entre cinquante mille émigrés, souvent nobles ou membres du clergé, en cinq ans. De fait, seulement, 600 millions seront dépensés pour cette indemnisation. 
Cette mesure d'équité, et de sécurité juridique à l'égard des acquéreurs de biens nationaux, provoque l'indignation d'une partie de l'opinion, et servira d'élément à charge contre Charles X lors de la révolution de 1830.

## Liste d'émigrés notables

### Avant le 10 août 1792
- Charles, comte d'Artois, frère de Louis XVI (juillet 1789) ; séjour à Turin (1789-1791), puis à Coblence ; rentre en 1814
- Jules de Polignac et son épouse Gabrielle (16 juillet 1789)
- Louis V de Condé (17 juillet 1789), prince du sang, 8e prince de Condé ; séjour à Turin (1789-1791), à Worms (1791-1801) à l'époque de l'armée des émigrés, en Grande-Bretagne (1801-1814) ; rentre en 1814
- Diane de Polignac (16 juillet 1789), sœur de Jules
- Jean-Joseph Mounier (mai 1790), député de Grenoble à l'Assemblée constituante, quitte Paris le 10 octobre, démissionne le 10 novembre, quitte la France le 22 mai 1790 ; lieu de séjour principal : Weimar (duché de Saxe-Weimar) ; rentre en octobre 1801.
- Mesdames, tantes de Louis XVI (janvier 1791)
- Louis, comte de Provence, frère de Louis XVI (20 juin 1791) ; rentre en 1814

### Après le 10 août 1792
- La Fayette (septembre 1792), général d'armée ; refusant de livrer quelque renseignement militaire que ce soit, il est emprisonné par les coalisés ; libéré à l'occasion du traité de Campo-Formio (1797)
- Charles François Dumouriez (4 avril 1793), général, commandant de l'armée du Nord, passe du côté autrichien après la bataille de Neerwinden (18 mars) et une tentative d'arrestation par la Convention (2 avril)
- Louis-Philippe d'Orléans (avril 1793), ci-devant duc de Chartres (fils de Philippe-Égalité), officier de l'armée de Dumouriez, émigre peu après son général